# Moses F. Odell

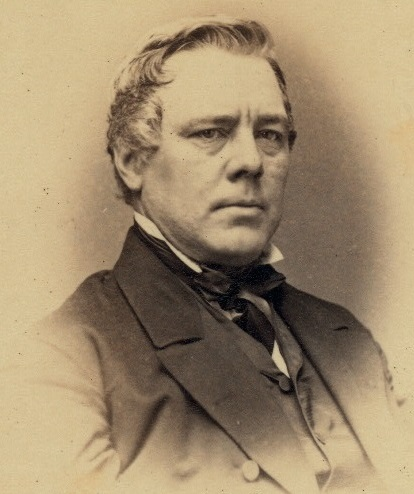
Moses F. Odell

Moses Fowler Odell (* 24. Februar 1818 in Tarrytown, New York; † 13. Juni 1866 in Brooklyn, New York) war ein US-amerikanischer Politiker. Zwischen 1861 und 1865 vertrat er den Bundesstaat New York im US-Repräsentantenhaus.

## Werdegang
Moses Fowler Odell wurde ungefähr drei Jahre nach dem Ende des Britisch-Amerikanischen Krieges in Tarrytown geboren. Er genoss eine gute Schulbildung. Dann arbeitete er 1845 als Sachbearbeiter (clerk) im Zollamt von New York und wurde später öffentlicher Sachverständiger. Politisch gehörte er der Demokratischen Partei an. Bei den Kongresswahlen des Jahres 1860 wurde er im zweiten Wahlbezirk von New York in das US-Repräsentantenhaus in Washington, D.C. gewählt, wo er am 4. März 1861 die Nachfolge von James Humphrey antrat. Zwei Jahre später wurde er im dritten Wahlbezirk von New York gewählt, wo er die Nachfolge von Benjamin Wood antrat. Er schied nach dem 3. März 1865 aus dem Kongress aus. Während seiner Zeit als Kongressabgeordneter hatte er den Vorsitz im Committee on Expenditures in the Department of the Treasury (37. Kongress) und war Mitglied im Joint Committee on the Conduct of the War. Nach dem Ende seiner Amtszeit wurde er zum Navy-Agent in New York City ernannt, eine Stellung, die er bis zu seinem Tod am 13. Juni 1866 in Brooklyn innehatte. Sein Leichnam wurde dann auf dem Green-Wood Cemetery beigesetzt.